# Marcin Urbaś

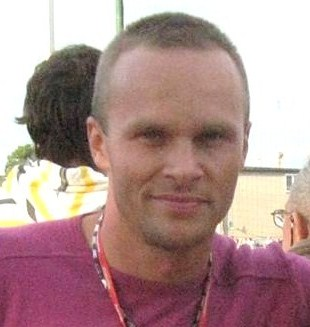
Marcin Urbas (2010)

Marcin Krzysztof Urbaś (* 17. September 1976 in Krakau) ist ein ehemaliger polnischer Sprinter, der seine größten Erfolge im 200-Meter-Lauf hatte.
Bei den Leichtathletik-Weltmeisterschaften 1999 in Sevilla wurde er jeweils Fünfter im Einzelwettbewerb und in der 4-mal-100-Meter-Staffel. Im Halbfinale brach er dabei mit 19,98 s den 20 Jahre alten nationalen Rekord von Leszek Dunecki (20,24 s). 2000 erreichte er bei den Olympischen Spielen in Sydney das Viertelfinale und wurde Achter mit der polnischen Stafette.
Nach einem Halbfinalaus bei den Weltmeisterschaften 2001 in Edmonton gewann er jeweils Gold bei der Universiade desselben Jahres und bei den Leichtathletik-Halleneuropameisterschaften 2002 in Wien. Bei den Europameisterschaften in München kam er im Einzelwettbewerb bis ins Finale, erreichte aber nicht das Ziel, und gewann Silber mit der polnischen Mannschaft in der 4-mal-100-Meter-Staffel. 2003 erreichte er bei den Weltmeisterschaften 2003 das Viertelfinale und wurde Fünfter in der Staffel.
2004 folgte einem sechsten Platz bei den Hallenweltmeisterschaften in Budapest die zweite Olympiateilnahme. Während er im Einzelwettbewerb im Viertelfinale ausschied, kam er mit der polnischen Stafette auf den fünften Platz. Bei den Halleneuropameisterschaften 2005 in Madrid gewann er Bronze.
Marcin Urbaś war von 1998 bis 2000 Sänger der Technical-Death-Metal-Band Sceptic.

## Persönliche Bestzeiten
- 60 m (Halle): 6,70 s, 16. Februar 2002, Spała
- 100 m: 10,30 s, 2. Juli 1999, Krakau
- 200 m: 19,98 s, 25. August 1999, Sevilla
  - Halle: 20,55 s, 1. März 2002, Wien
- 400 m: 47,08 s, 11. September 2004, Krakau